# Aegialoalaimus tenuicaudatus
Aegialoalaimus tenuicaudatus is een rondwormensoort uit de familie van de Aegialoalaimidae. De wetenschappelijke naam van de soort is voor het eerst geldig gepubliceerd in 1932 door Allgén.